# Рыкса Шведская
Рыкса Шведская или Рикитца Вальдемарсдоттер (швед. Rikissa Valdemarsdotter, пол. Ryksa szwedzka, Ryksa Waldemarówna; между 1265 и 1270 годами — между 1289 и 1292 годами) — шведская принцесса, вторая супруга князя Великопольского и князя-принцепса Польши Пшемысла II.

## Биография
Рыкса была  третьей дочерью и пятым ребёнком из семи детей в семье короля Швеции Вальдемара I Биргерссона и датской принцессы Софии. Точная дата её рождения неизвестна, но считается что она родилась до 1273 года, потому что в тот год она и её сестра Катарина рассматривались как возможные невесты Оттона, единственного сына и наследника Иоганна, герцога Брауншвейг-Люнебурга . Переговоры о браке закончились безрезультатно.
В 1275 году король Вальдемар был свергнут своим братом Магнусом, а его жена София развелась с ним и вернулась в Данию. По-видимому, молодая Рыкса и её братья и сёстры остались в Швеции под опекой отца. Её брак по доверенности с Пшемыслом II, князем Великопольским, состоялся в шведском городе Нючёпинг 11 октября 1285 года. Свадьба была двойной: её младшая сестра Марина вышла замуж за немецкого дворянина, графа Рудольфа II фон Дипхольца. Брак Рыксы, организованный правителями Бранденбурга, домом Асканиев, был заключён без согласия её отца, бывшего короля Вальдемара.
Традиционно брак Рыксы и Пшемысла II считается счастливым. Их единственный ребёнок родился 1 сентября 1288 года в Познани: дочь по имени Эльжбета Рыкса, которая впоследствии стала королевой Чехии и Польши в браке с Вацлавом II и, после его смерти, с Рудольфом I Габсбургским.
Запись о рождении дочери является последней достоверной информацией о Рыксе. Установлено, что она умерла между 1 сентября 1288 года и до 13 апреля 1293 года, наиболее вероятно между 1289 и 1292 годом. Упоминание Яна Длугоша о том, что она сидела рядом с мужем во время его коронации 26 июня 1295 года, были опровергнуты.
О глубоких и сильных чувствах Пшемысла II к Рыксе свидетельствуют два факта: во-первых, он назвал дочь в её честь; и во-вторых, он упомянул её в документе от 19 апреля 1293 года, в котором передал Познанскому епископству деревню Кобыльники в качестве платы за вечнозажённую свечу у могилы Рыксы, а также выражал желание покоиться рядом с ней.
Рыкса была похоронена в Кафедральном соборе Святых Петра и Павла в Познани. После убийства Пшемысла II в 1296 году его похоронили рядом с супругой.